# Ноттінг-гілл-гейт (станція метро)
51°30′32″ пн. ш. 0°11′49″ зх. д. / 51.509° пн. ш. 0.197° зх. д.

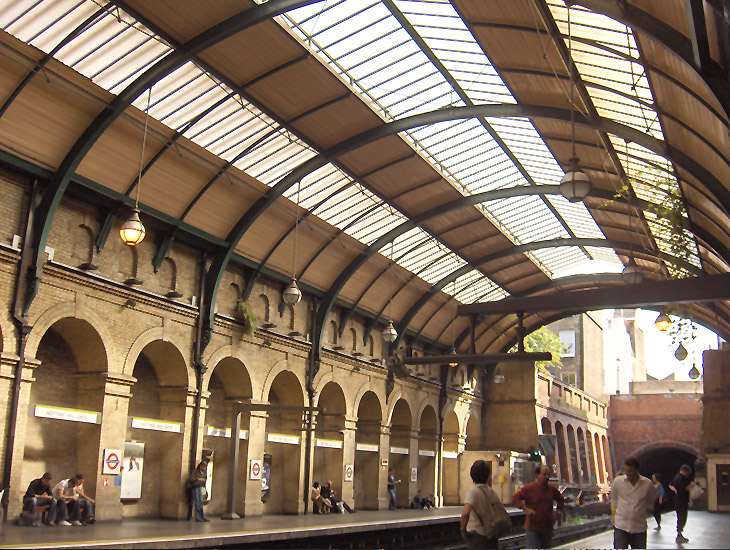
Платформи станції Ноттінг-гілл-гейт, ліній Дистрикт та Кільцева

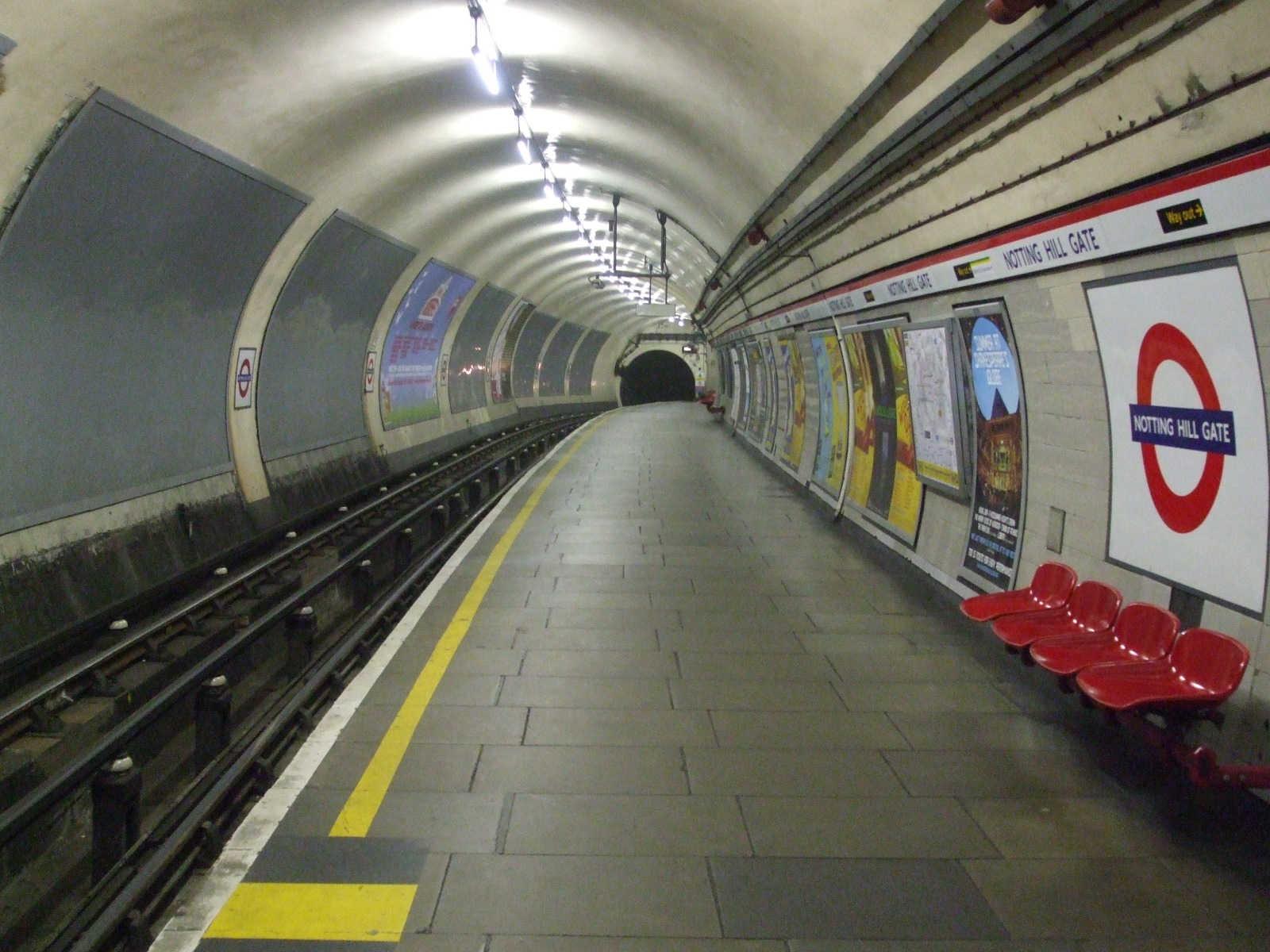
Платформи станції Ноттінг-гілл-гейт, лінії Центральна

Ноттінг-гілл-гейт (англ. Notting Hill Gate) — станція Лондонського метро, обслуговує лінії Дистрикт, Кільцева та Центральна. Розташована на межі 1-ї та 2-ї тарифних зон, у Ноттінг-гілл, для лінії  Центральна між станціями Голланд-парк та Квінсвей, для ліній Дистрикт та Кільцева — Хай-стріт-Кенсінгтон та  Бейсвотер. Пасажирообіг на 2017 рік — 16.34  млн. осіб. На станції заставлено тактильне покриття. 

## Історія
- 1 жовтня 1868 — відкриття станції у складі Metropolitan Railway (MR, сьогоденна лінія Метрополітен), як складової Внутрішнього кільця
- 1884 — відкриття платформ District Railway (DR, сьогоденна Дистрикт)[3]
- 30 липня 1900 — відкриття платформ глибокого закладення Central London Railway (сьогоденна Центральна)[4]
- 1949 — Внутрішнє кільце перейменовано на Кільцеву лінію, припинення франшизи Метрополітен[5]
- 1 березня 1959 — відкриття спільних платформ та будівлі для Дистрикт та Кільцева

## Пересадки
- На автобуси оператора London Buses маршрутів 27, 28, 31, 52, 70, 94, 148, 328, 452 та нічних маршрутів N28, N31, N207
- Oxford Tube X90 coaches.

## Послуги
| Попередня станція                              | Лінія                           | Лінія                           | Лінія | Наступна станція                        |
| ---------------------------------------------- | ------------------------------- | ------------------------------- | ----- | --------------------------------------- |
| Голланд-парк до Ілінг-Бродвей або Вест-Раїсліп |                                 | Лондонське метро Центральна     |       | Квінсвей до Еппінг, Гайнолт або Вудфорд |
| Хай-стріт-Кенсінгтон                           |                                 | Лондонське метро Кільцева лінія |       | Бейсвотер                               |
| Хай-стріт-Кенсінгтон                           | Лондонське метро Лінія Дистрикт |                                 |       | Бейсвотер                               |